# Sainte-Hélène (île)
Pour les articles homonymes, voir Sainte Hélène.
Sainte-Hélène, en anglais : Saint Helena, est une île volcanique de 122 km2, située dans l'océan Atlantique sud, à 1 859 km à l'ouest des côtes de l'Angola méridional, à proximité de Tomboa, et à 3 280 km à l'est-sud-est de la ville brésilienne de Cabo de Santo Agostinho (État de Pernambouc), et faisant partie de Sainte-Hélène, Ascension et Tristan da Cunha, territoire britannique d'outre-mer. Elle est découverte par le navigateur galicien João da Nova le 21 mai 1502 et nommée en l'honneur d'Hélène, mère de Constantin Ier. Dès 1657, elle devient possession de la Compagnie britannique des Indes orientales.
Essentiellement connue comme lieu d'exil de Napoléon Ier du 14 octobre 1815 à sa mort le 5 mai 1821, l'île lui doit son intérêt touristique qui repose, du moins en très grande partie, sur l'attrait des lieux qu'il a fréquentés. En 1890, le chef zoulou Dinuzulu y est détenu, avant que les Britanniques y emprisonnent le général Piet Cronjé et 6 000 Boers durant la seconde guerre des Boers.
Île forteresse sur le passage des navires de la Compagnie des Indes, elle perd son rôle stratégique lors de l'ouverture du canal de Suez.

## Géographie
Malgré son isolement, l'île de Sainte-Hélène fait partie géologiquement de l'Afrique du Sud-Ouest, dont elle est distante d'environ 2 000 km.

### Formation

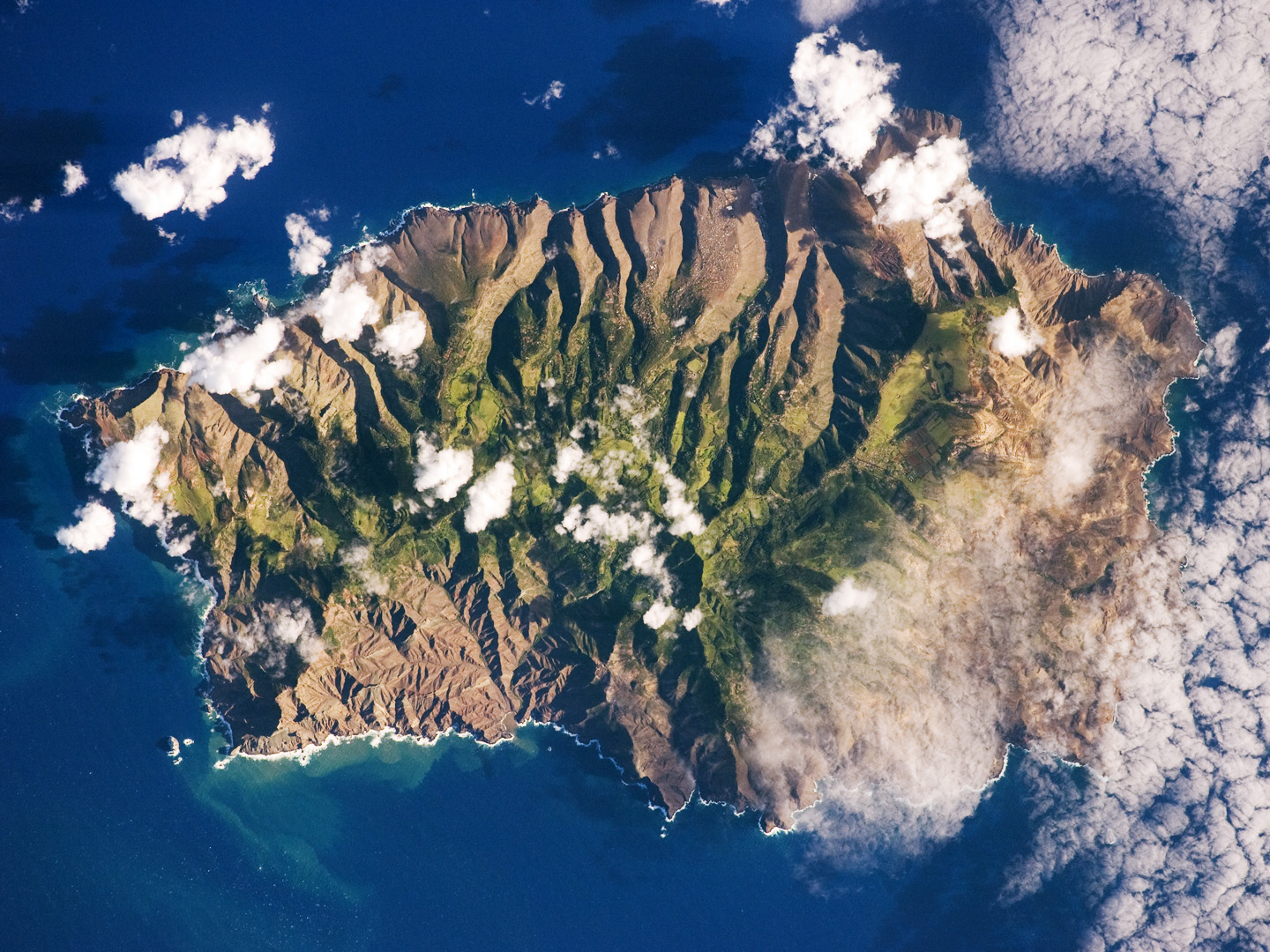
Vue satellite de l'île de Sainte-Hélène

L'île a été créée par le point chaud de Sainte-Hélène, avec d'autres monts sous-marins ou guyots, qui forment une ligne de 800 km sur le fond de l'océan Atlantique sud. Ce point chaud est l’un des plus anciens connus sur Terre et a commencé à produire de la lave basaltique il y a environ 145 millions d’années. Le volcan formant l'île de Sainte-Hélène serait âgé de dix à vingt millions d'années.
La plaque africaine s'est déplacée loin du point chaud et a quitté la chaîne des monts sous-marins de Sainte-Hélène, qui peut se connecter avec la ligne volcanique du Cameroun. Sainte-Hélène, le point le plus au sud-ouest de la chaîne, est proche de la marge de la plaque africaine, mais ses dernières éruptions volcaniques ont eu lieu il y a environ 7 millions d’années.
Les premières études géologiques de l’île ont été faites lorsque Charles Darwin a visité l’île lors du voyage du HMS Beagle en juillet 1836. Il "a utilisé les observations sur Sainte-Hélène pour formuler une hypothèse intermédiaire (publiée en 1844 dans son livre "Observations géologiques sur les îles volcaniques et des parties de l’Amérique du Sud visitées pendant le voyage de H.M.S. Beagle") - les volcans se lèvent par événements lents, graduels et épisodiques".

### Climat
Bien que l'île de Sainte-Hélène soit située dans la zone intertropicale, le climat qui y règne est méditerranéen à été tempéré (Csb) selon la classification de Köppen, ce qui est inhabituel pour une latitude de seulement 16°S.

## Histoire

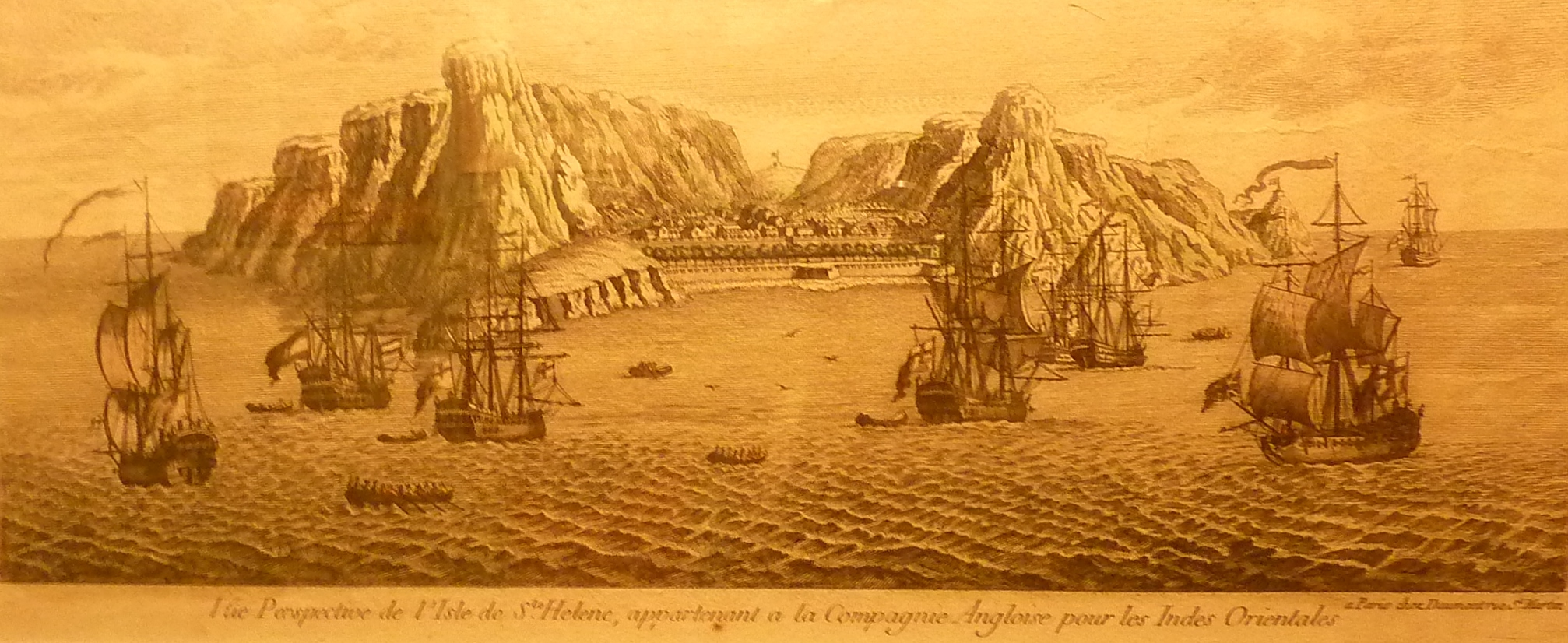
Daumont : Vue de l'île de Sainte-Hélène (estampe, deuxième moitié du XVIIIe siècle, musée de la Compagnie des Indes).

### 1502: découverte du volcan
L'île est découverte par le navigateur galicien João da Nova, qui était au service du Portugal, le 21 mai 1502, jour de la fête de sainte Hélène selon l'usage antique et orthodoxe, qui lui vaut son nom.
Quelques aventuriers et esclaves la peuplent. Les voiliers, au cours de leurs longues traversées, y font escale pour renouveler leur provision d'eau douce et de vivres frais, ce qui lui vaut le nom d'« Auberge de l'Océan ».

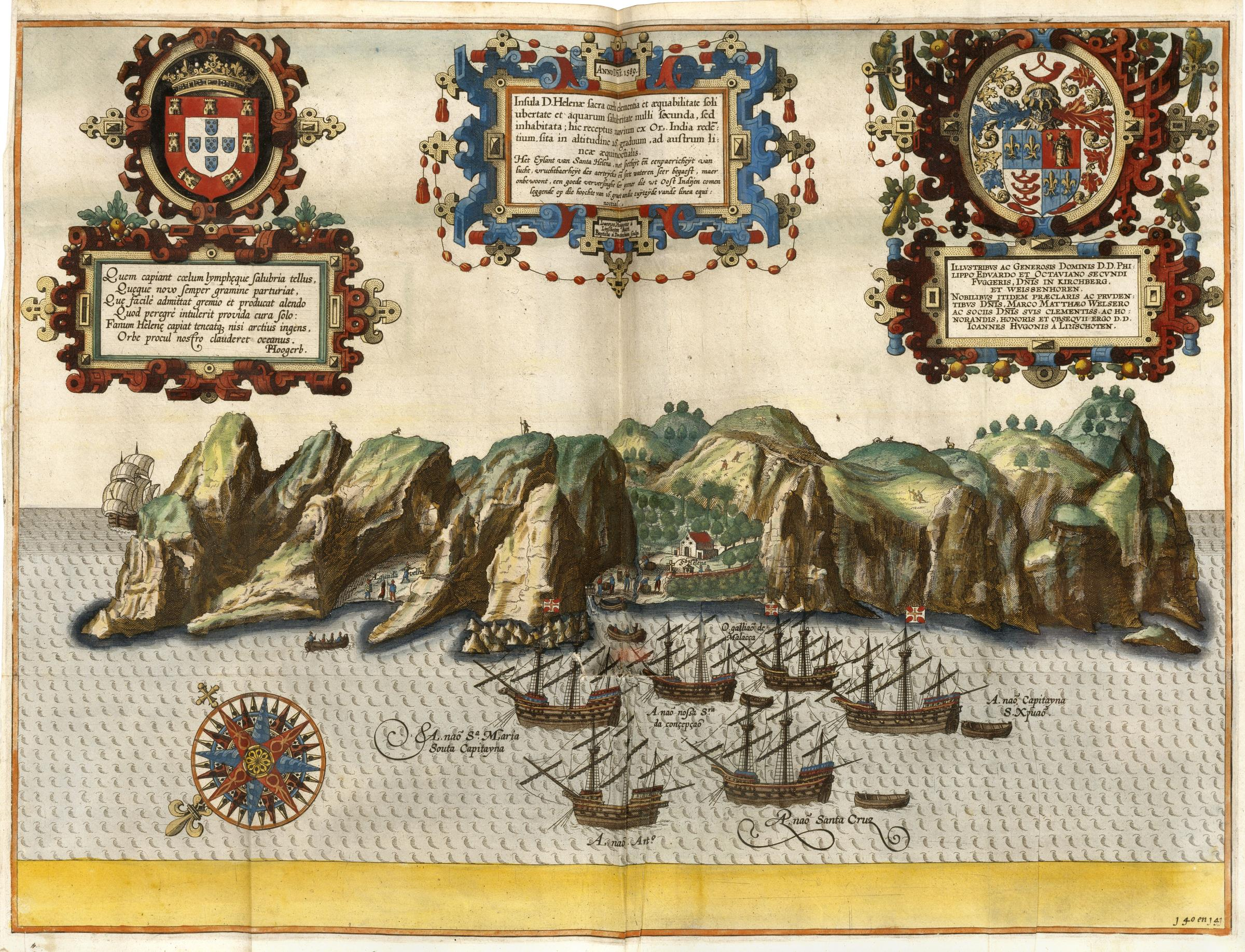
Vue de l'île de St-Hélène avec des bateaux portugais ancrés au large des côtes (v. 1596).

### 1633: revendication néerlandaise
En 1633, une flotte néerlandaise en prend possession au nom des Pays-Bas qui l'annexent sans l'occuper. Une pierre territoriale néerlandaise, sans date mais certainement postérieure à 1633, est actuellement conservée dans le bureau des archives de l’île. En 1651, les Néerlandais avaient pratiquement abandonné l’île au profit de leur colonie fondée au cap de Bonne-Espérance.

### 1658–1815: Compagnie britannique des Indes orientales
La Compagnie britannique des Indes orientales qui ne possède dans les mers australes aucun point de relâche pour ses navires, s'en empare en 1659 et l'aménage avant de la céder à la Couronne en 1834.

### 1815 à 1821: Détention de NapoléonIer

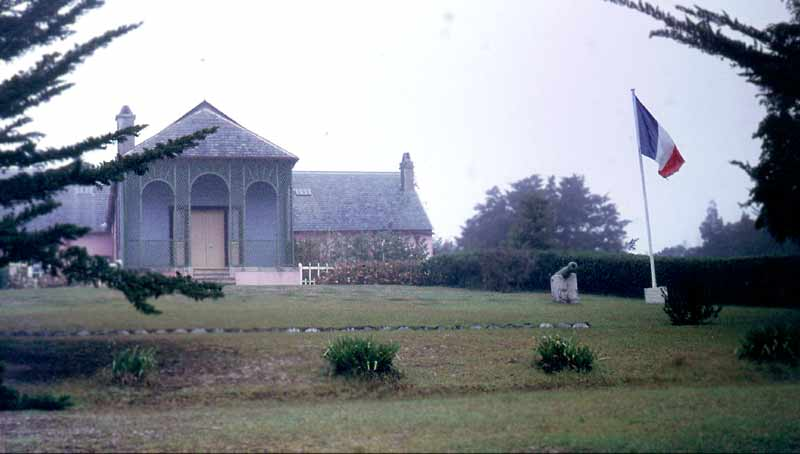
Longwood House.

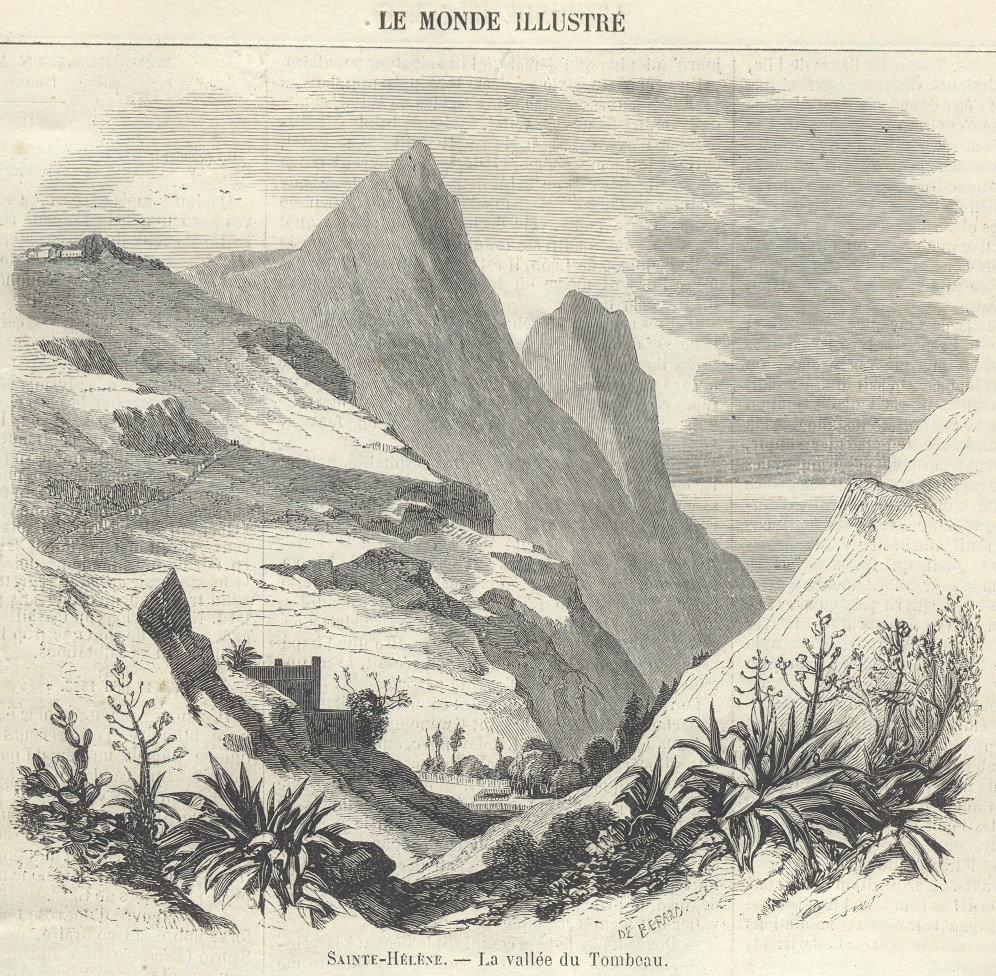
Sainte-Hélène - La vallée du Tombeau.

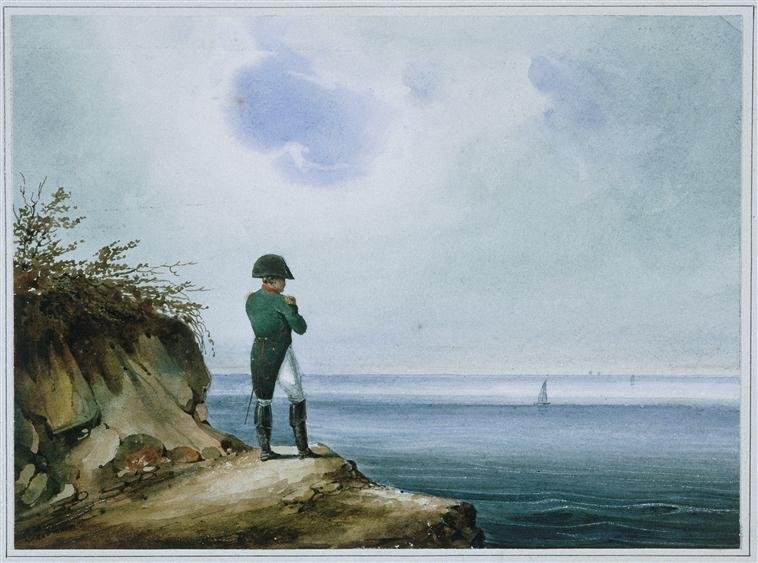
"Napoléon à Sainte-Hélène" par František Xaver Sandmann (1820)

De 1815 à 1821, l'île est prêtée au Gouvernement britannique comme lieu d'exil pour Napoléon Ier, empereur français déchu.
À la suite des « Cent-Jours », les Britanniques se méfient de Napoléon Bonaparte et, pour lui éviter toute tentation de revenir en France, l'exilent très loin de l'Europe, sur Sainte-Hélène. Après avoir appareillé de la baie de Start dans le Devon le 7 août 1815, le HMS Northumberland arrive en vue de l'île le 14 octobre 1815 et débarque Napoléon le 16. L'arrivée de l'empereur déchu entraîna une augmentation de la population de l'île : près de 1 500 soldats anglais (en plus des 800 militaires de la Compagnie des Indes) et 500 marins de la flottille de guerre, ainsi que des officiels du gouvernement britannique, accompagnés de leurs familles, des commissaires étrangers, sans oublier la petite colonie française constituant la cour en exil de Napoléon Ier. De plus, les Britanniques, craignant un débarquement de marins français pour libérer le prisonnier, revendiquèrent l'île de l'Ascension — jusque-là inhabitée — et y établirent aussi une garnison.
Napoléon mourut le 5 mai 1821. Le lendemain, le gouverneur de l'île, sir Hudson Lowe, jusqu'alors en perpétuel conflit avec son prisonnier, vint en personne s’assurer de sa mort et déclara alors à son entourage : « Eh bien, Messieurs, c'était le plus grand ennemi de l'Angleterre et le mien aussi ; mais je lui pardonne tout. À la mort d'un si grand homme, on ne doit éprouver qu'une profonde douleur et de profonds regrets. »
Conformément à ses dernières volontés dans le cas où son corps ne devait pas être ramené en Europe, Napoléon Ier fut inhumé le 9 mai près d'une source, dans la vallée du Géranium, dénommée depuis lors « vallée du Tombeau ». Le 27 mai, toute la colonie française quitta l'île. Dix-neuf ans après la mort de Napoléon, le roi Louis-Philippe put obtenir du Royaume-Uni la restitution des cendres de l'ex-empereur. L'exhumation du corps de Napoléon eut lieu le 15 octobre 1840, puis il fut rapatrié en France sur la frégate La Belle Poule jusqu'à Cherbourg, et inhumé aux Invalides à Paris.

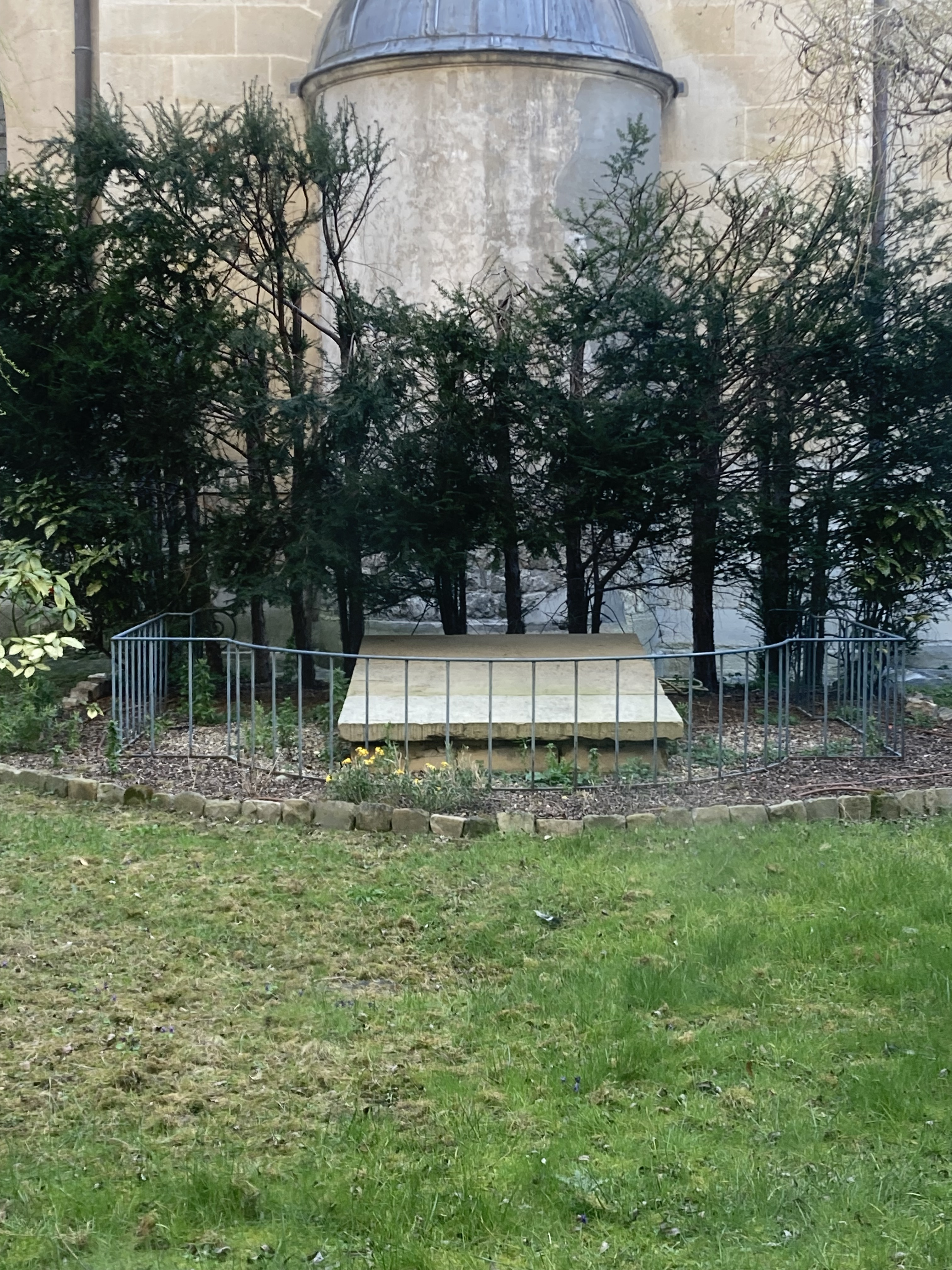
Tombe de Napoléon, provenant de Sainte-Hélène, déposée aux Invalides.

En 1822, l'habitation de Longwood fut cédée à un fermier qui lui redonna l'usage de ferme qu'elle avait eue avant l'arrivée de Napoléon Ier, si bien qu'ensuite, les visiteurs constatèrent que la maison de l'empereur en exil abritait « moulin, silo, bottes de paille et même des chevaux ».
À partir de 1854, l'empereur Napoléon III négocia avec le gouvernement britannique l'achat de Longwood House et de la vallée du Tombeau, qui devinrent propriétés françaises en 1858, sous le nom de « domaines français de Sainte-Hélène » et gérées depuis par le ministère des Affaires étrangères. Le pavillon des Briars, première demeure de l'empereur sur l'île, fut adjoint au domaine en 1959, lorsque sa dernière propriétaire, l'écrivaine australienne Mabel Brookes (en) (1890-1975), petite-nièce de Betsy Balcombe, rachète ce pavillon et l'offre à la France.

#### 1821-1834: Compagnie britannique des Indes orientales
Après la mort de Napoléon, le grand nombre de résidents temporaires, tels que les militaires, ont été rapidement retirés. La Compagnie des Indes orientales a repris le contrôle total de Sainte-Hélène et la vie est revenue aux normes d’avant 1815, la baisse de la population ayant provoqué un changement brusque dans l’économie. Les gouverneurs suivants, Thomas Brooke (gouverneur temporaire, 1821–1823) et Alexander Walker (1823–1828), ont réussi à faire traverser l’île à la période post-napoléonienne en ouvrant un nouveau marché fermier à Jamestown, la fondation d’une société agricole et horticole et l’amélioration de l’éducation. L’importation d’esclaves avait été interdite en 1792, mais l’émancipation progressive de plus de 800 esclaves résidents n’a eu lieu qu’en 1827, soit environ six ans avant que le Parlement britannique n’adopte une loi interdisant l’esclavage dans les colonies. Une tentative avortée de création d’une industrie baleinière a été faite en 1830. Après l’éloge du café de Sainte-Hélène par Napoléon lors de son exil sur l’île, le produit a connu une brève popularité à Paris dans les années qui ont suivi sa mort.

#### 1834–1981: domination britannique, colonie de la Couronne
Le Parlement du Royaume-Uni a adopté la loi de Sainte-Hélène en 1833, dont une disposition transfère le contrôle de Sainte-Hélène de la Compagnie des Indes orientales à la Couronne avec effet au 2 avril 1834. En pratique, le transfert n’a pris effet que le 24 février 1836 lorsque le major-général George Middlemore (1836-1842), premier gouverneur nommé par le gouvernement britannique, est arrivé avec les troupes du 91e régiment. Il a sommairement congédié le régiment de Sainte-Hélène et, sur ordre de Londres, s’est lancé dans une campagne sauvage pour réduire les coûts administratifs, licenciant la plupart des officiers précédemment employés par la compagnie.

##### Dinuzulu kaCetshwayo
Le roi des Zoulous Dinuzulu kaCetshwayo a aussi été exilé à Sainte-Hélène de 1890 à 1897. Il avait été déclaré coupable de haute trahison et de sédition pour avoir dirigé, à l'âge de 16 ans, ses régiments Usuthu et un petit commando boer de trois cents hommes à la victoire contre les forces du chef zoulou Zibhebhu ka Maphitha soutenu par les Britanniques.
Zibhebhu était un allié important des Britanniques dans leur stratégie de diviser pour régner alors qu'ils poussaient à l'annexion du Zoulouland en 13 territoires plus petits, qui seraient gouvernés par des indunas (ducs) complaisants. Cette division démantèlerait le pouvoir de la maison royale zouloue, représentée par Dinuzulu kaCetshwayo. Du point de vue de ce dernier, ce sont donc les Britanniques qui s'étaient livrés à la sédition et à une haute trahison.
Dinuzulu est débarqué sur l'île avec une cour en exil de 20 personnes, dont deux de ses épouses, deux de ses oncles dont Shingana et Frances, la sœur d'Harriette Colenso, un médecin, un traducteur et des conseillers. Il leur a été interdit de porter leurs habits traditionnels zoulous et imposé d'adopter les vêtements à l'européenne des Britanniques.
Dinuzulu a adopté les conditions qui lui étaient imposées et tenté d'en tirer tout le parti possible : il a rapidement appris à écrire, d'une écriture parfaite à la plume et à l'encre, et à jouer et composer au piano et à l'orgue.
Il le décrit dans une lettre : « Je joue du hornpipe la danse des marins Le bateau est debout et du piano la La Lettre à Élise. Je jouerai de l'orgue à la cathédrale Saint-Jacques quand je serai confirmé. Alors je n'aurai qu'une seule épouse. Naturellement, notre verte colline est restée à Eshowe, et nous manque un peu ».
N'importe quel jour, il pouvait être trouvé, fouet royal à la main, se promenant sur les affleurements rocheux de Sainte-Hélène en pantoufles de velours, cravates en soie et haut-de-forme, menant parfois son entourage de fidèles serviteurs.
Il était aussi, semble-t-il, un séducteur. Au cours des dix années où il a été exilé sur l'île, il a engendré sept enfants.[réf. nécessaire]

##### Piet Cronjé
À l'issue de la seconde guerre des Boers le général Boer Piet Cronjé, son épouse et six mille de ses hommes sont exilés à Sainte-Hélène de 1900 à 1902
,, ainsi que 24 volontaires français dont un s'évade en 1902.

#### 1981: territoires britanniques dépendants
La loi sur la nationalité britannique de 1981 a reclassé Sainte-Hélène et d'autres colonies de la couronne comme territoires britanniques dépendants. Les insulaires ont perdu leur statut de 'citoyens du Royaume-Uni et des colonies' (tel que défini par la Loi sur la nationalité britannique de 1948) et ont été privés de leur droit de résidence en Grande-Bretagne. Pendant les vingt années suivantes, beaucoup de gens ne pouvaient trouver que des emplois peu rémunérés auprès du gouvernement insulaire et les seuls emplois disponibles à l’étranger pour les habitants des îles se trouvaient aux îles Falkland et à l’île Ascension. Aussi pendant cette période, l’île fut-elle surnommée l' "Alcatraz de l’Atlantique Sud".

### Observations astronomiques
Présent sur l'île pendant deux ans au bout desquels il publie son Catalogue du ciel austral, Edmund Halley y observe également en 1677 le transit de Mercure ; à la suite de son observation, il imagine une méthode pour utiliser les transits, essentiellement ceux de Vénus pour déterminer la distance Terre-Soleil. Une expédition britannique conduite par Nevil Maskelyne observe depuis l'île le transit de Vénus de 1761 dans ce but. Il ne peut pas observer la fin du transit à cause des nuages. Il s'attarde néanmoins sur l'île pour effectuer d'autres observations astronomiques (tentative de détermination de la parallaxe de Sirius, de mesure de gravité entre autres).

## Démographie
Il n'existe pas de population indigène sur l'île. Les habitants de l'île sont des Européens descendants de Britanniques, des Africains descendants d'esclaves et des Chinois. Tous les habitants parlent anglais ; il n'y a jamais eu de créoles et les populations d'origine non britannique ont perdu la langue de leurs ancêtres.
La population s'élève à environ 4 200 habitants en 2008 en incluant les visiteurs (3 900 en ne comptant que les autochtones), se répartissant pour la plupart dans l'intérieur de l'île, plus verdoyant. Cependant, celle-ci est en forte baisse, puisqu'elle a perdu 1 000 habitants depuis 1998.
La capitale de l'île est Jamestown, qui en est également la ville principale avec 864 habitants. Située sur la côte, s'étirant sur 1,5 km, mais dépourvue de port, elle est si encaissée entre deux montagnes que les habitants ne reçoivent aucune chaîne de télévision.
On pourrait considérer que le district de Half Tree Hollow ne constitue dans la pratique qu'une seule ville, qui serait dans ce cas plus peuplée (avec 984 habitants).
Le tourisme est rare, et les visiteurs sont surtout d'anciens habitants de Sainte-Hélène qui viennent rendre visite à leurs familles. S'il y a tout de même quelques centaines de vrais touristes (chiffre qui varie d'une année à l'autre), la vie reste chère sur place, l'île étant relativement isolée. Le prix d'un produit non fait sur place peut facilement être deux à trois fois plus élevé que son prix dans un magasin standard à Londres.

## Économie
L'économie de l'île de Sainte-Hélène (en) est principalement basée sur la fonction publique et les subventions de Londres, dans une moindre mesure sur l'agriculture (notamment la production de fruits, de légumes et de l'arabica bourbon, un des plus chers cafés au monde), la pêche côtière et le tourisme qui s'est développé depuis l'ouverture de l'aéroport international de Sainte-Hélène en 2016.

## Politique
Sainte-Hélène est régie par une constitution datant de 1988. À Sainte-Hélène, le pouvoir législatif est exercé par un conseil législatif de quinze membres, dont douze sont élus par la population du territoire pour un mandat de quatre ans selon un mode de scrutin plurinominal majoritaire dans une unique circonscription. Lors des élections, les habitants ont autant de votes qu'il y a de sièges, à raison d'un vote par candidat. Les 12 candidats ayant reçu le plus de votes sont déclarés élus. Les trois autres membres sont le gouverneur et deux officiers désignés par la Couronne britannique.
Le pouvoir exécutif est détenu par le roi Charles III, qui le délègue à un gouverneur, le gouverneur de Sainte-Hélène, Ascension et Tristan da Cunha – résidant à Plantation House –, nommé par lui sur conseil du gouvernement britannique. Le gouverneur est Nigel Phillips (en) depuis le 13 août 2022. Suivant le modèle d'un régime parlementaire, le chef d’État et son gouverneur ne jouent cependant qu'un rôle figuratif, le pouvoir exécutif étant réellement exercé par le ministre en chef de Sainte-Hélène, soit depuis le 25 octobre 2021, Julie Thomas,.
La fonction de ministre en chef a été mise en place après les élections législatives de 2021. Auparavant, le pouvoir exécutif local était exercé par un conseil exécutif présidé par le gouverneur et cinq membres du Conseil législatif choisis par le gouverneur. Ceux-ci formaient ensuite des comités sur des sujets donnés, tandis que le gouverneur exerçait ainsi de fait la fonction de chef du gouvernement. Lors du référendum consultatif de mars 2021, la population a cependant approuvé la création du poste de ministre en chef, qui nomme ensuite quatre ministres parmi les membres du Conseil, sur le modèle d'un système parlementaire classique. Le gouverneur continue de présider le Conseil exécutif, qui comporte également le procureur général pour membre de droit, mais l'essentiel du pouvoir exécutif est détenu par le ministre en chef.

### Divisions administratives
| District         | Superf. km2 | Pop. 1987 | Pop. 1998 | Pop. 2008 | Pop. 2016 | Densité hab./km2 |
| ---------------- | ----------- | --------- | --------- | --------- | --------- | ---------------- |
| Alarm Forest     | 5,4         | ...       | 289       | 276       | 383       | 70,4             |
| Blue Hill        | 36,8        | 190       | 177       | 153       | 158       | 4,3              |
| Half Tree Hollow | 1,6         | 1 075     | 1 140     | 901       | 984       | 633,2            |
| Jamestown        | 3,9         | ...       | 884       | 714       | 629       | 161,9            |
| Levelwood        | 14,8        | 415       | 376       | 316       | 369       | 25,0             |
| Longwood         | 33,4        | ...       | 960       | 715       | 790       | 23,6             |
| Sandy Bay        | 16,1        | 305       | 254       | 205       | 193       | 12,0             |
| Saint Paul's     | 11,4        | ...       | 908       | 795       | 843       | 74,0             |
| Total            | 121,7       | 5 644     | 5 157     | 4 255     | 4 349     | 35,3             |

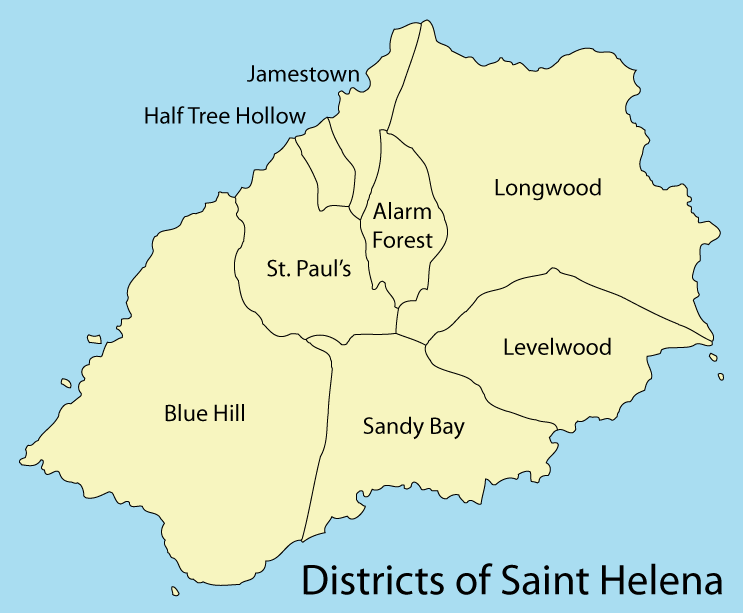
Les districts de Saint-Hélène.

Ces districts sont réduits à deux : Est et Ouest. Quatorze hectares forment les domaines français de Sainte-Hélène.

### Présence française
Après la détention de Napoléon Ier en 1815 à Longwood, la France est devenue propriétaire des bâtiments et des terrains ayant servi à accueillir l'empereur sur l'île. Ce domaine, qui est détenu par le ministère des Affaires étrangères de la France, regroupe trois territoires : Longwood House, la vallée du Tombeau et le pavillon des Briars.
Le domaine est actuellement administré par un consul honoraire et conservateur du Domaine, Michel Dancoisne-Martineau, successeur de Gilbert Martineau.

### Drapeau et armoiries

Drapeau.

Drapeau de 1874 à 1984

Armoiries.

## Flore et faune

### Flore
La végétation de l'île comptait de nombreuses espèces endémiques au moment de sa découverte mais a été fortement dégradée par la présence de l'homme. La destruction a commencé peu de temps après la découverte par les Portugais en 1502, avec l'introduction de chèvres. Comme il n'y avait aucun animal herbivore sur l'île, la flore n'était pas adaptée au pâturage. Plus tard, avec l'établissement d'une population permanente par la Compagnie anglaise des Indes orientales en 1659, de nombreuses plantes, comme Phormium tenax, ont été introduites, lesquelles ont créé de nouveaux paysages. De plus, les arbres ont été fortement utilisés pour la construction, la cuisine ainsi que la distillation de l'arrack.
Si l'intérieur ainsi que la côte, au moment de sa découverte de l'île, était probablement couverts par une dense forêt tropicale, le paysage actuel est très différent. Il y a trois grandes zones de végétation : les fourrés de fougères arborescentes, sur les plus hautes parties de l'île ; des pâturages aux altitudes moyennes, et enfin une zone complètement érodée, sur les parties basses.
Certaines espèces comme Acalypha rubrinervis et Nesiota elliptica (olivier de Sainte-Hélène) ont maintenant disparu. D'autres espèces, comme Pelargonium cotyledonis sont devenues rares ou en voie d'extinction. Une espèce particulière est entrée dans l'Histoire: il s'agit du saule pleureur qui ombrageait le tombeau de Napoléon.
En 1996 a été créé le parc national du Pic de Diana protégeant autour du sommet éponyme 81 hectares de végétation et de faune,.

### Faune

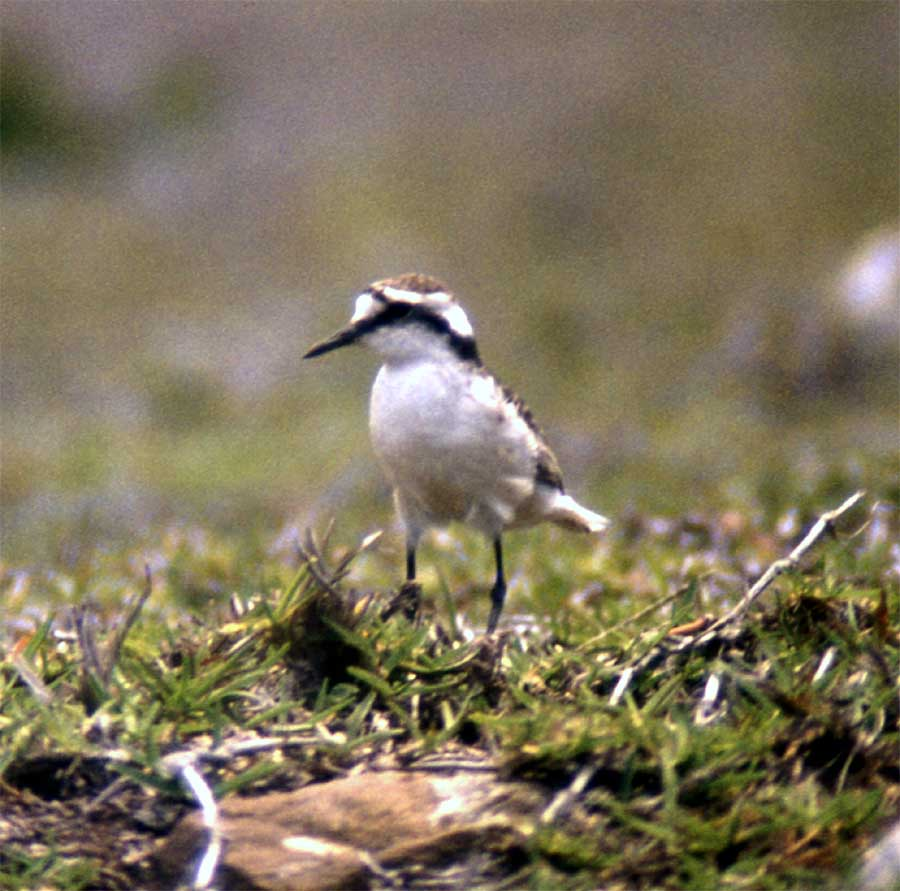
Pluvier de Sainte-Hélène.

Seule parmi les six espèces d'oiseaux terrestres endémiques de l'île à survivre à l'arrivée de l'homme, le pluvier de Sainte-Hélène figure sur le blason et le drapeau de l'île. Les espèces d'oiseaux terrestres disparues à cause de la chasse, de la destruction de la forêt primaire subtropicale et des espèces prédatrices introduites sont le râle de Sainte-Hélène (Aphanocrex podarces), la huppe de Sainte-Hélène (Upupa antaios), le pigeon bleu, le coucou de Sainte-Hélène (Nannococcyx psix) et une sous-espèce de pétrel.
Sur cette île se trouve également un des plus vieux animaux terrestres en vie, une tortue géante des Seychelles appelée Jonathan.

## Transport

### Voie maritime
L'île est accessible par bateau et occasionnellement par avion depuis la construction d'un aéroport mais ne possède pas de port à quai ; les passagers et les marchandises sont débarqués par des transbordeurs.
La dernière liaison maritime régulière a cessé le 10 février 2018. Elle était assurée jusqu'alors par le navire britannique RMS St Helena (RMS pour Royal Mail Service, dernier bateau postal britannique encore en service), mi-cargo, mi-paquebot, qui effectuait la liaison entre Le Cap et Ascension via Jamestown. Avant octobre 2011, il fallait quatorze jours au RMS St Helena, pour parcourir les 8 000 kilomètres qui séparent Cardiff au pays de Galles de Jamestown, avec une escale à Tenerife aux îles Canaries.

### Voie aérienne
Après beaucoup de controverses, le projet d'aéroport est abandonné en raison de la crise économique mondiale en 2009. Mais, en juin 2010, le nouveau gouvernement britannique du Premier ministre David Cameron décide de relancer le projet, qui est adopté en novembre 2011. C'est une société sud-africaine, Basil Read, qui obtient le contrat de 200 millions de livres. L'aéroport devant ouvrir en 2015 (date du 200e anniversaire de l'arrivée en exil de Napoléon), avec des vols réguliers entre l'île et l'Afrique du Sud. L'ouverture est reportée à la suite d'un vol test révélant de « dangereuses conditions climatiques » à l'approche de l'aéroport. Finalement, l'aéroport est inauguré le 21 mai 2016 (jour de la St Hélène). Des tests effectués par un Boeing 737 de British Airways, montrent que les vents cisaillants balayant l'île rendent l'atterrissage très difficile. Ainsi, au 23 septembre 2016, aucune ligne n'a encore été ouverte sur l'aéroport et son avenir demeure incertain. Le gouvernement de l’île annonce en 2017 qu'une ligne régulière devrait voir le jour pour un avion de quatre-vingts places. Le premier vol commercial a lieu le samedi 14 octobre 2017. La compagnie aérienne est Airlink. L'avion est un Embraer 190 de moins de cent places.

## Dans la culture
L'île est le lieu abritant le roman allégorique El Criticón.
Bernard Moitessier décrit Sainte‑Hélène à l'occasion d'une escale lors de sa traversée de l'océan Atlantique en solitaire dans son récit Vagabond des mers du Sud.

## Médias et communications

### Internet
Sainte-Hélène utilise le code .sh en tant que nom de domaine international.
L'île selon plusieurs études est le territoire dans le monde le plus onéreux en data de téléphonie mobile, le prix moyen de 1GB d'internet étant de 37,39€ sur les quatre forfaits disponibles. Bien que des solutions soient apportées pour démocratiser l'usage d'internet en général sur l'île depuis 2011, cela est dû à la situation géographique reculée de Sainte-Hélène.